# ATP Toronto Indoor
Das ATP-Hallenturnier von Toronto (zuletzt offiziell Skydome World Tennis) war ein Herren-Tennisturnier, das in den Jahren 1985, 1986 sowie 1990 in Toronto, Ontario, ausgetragen wurde. Gespielt wurde auf Teppichbelag in der Halle.

## Geschichte
Bereits in den 1980er-Jahren fand das Turnier im Rahmen des Grand Prix Tennis Circuit statt und war – neben dem Kanada Masters, das abwechselnd in Toronto und Montréal veranstaltet wird – das zweite Profiturnier der Herren in Kanada. Nach vierjähriger Unterbrechung wurde 1990 wieder ein Hallenturnier in Toronto ausgetragen. Es war der erste Wettbewerb der ATP Championship Series innerhalb der neu geschaffenen ATP Tour. Nach der Ausgabe 1990 wurde das Turnier eingestellt.
Veranstaltungsort des Wettbewerbs war das Rogers Centre, das damals noch SkyDome hieß.

## Siegerliste

### Einzel
| Jahr                        | Sieger         | Finalisten    | Finalergebnis |
| --------------------------- | -------------- | ------------- | ------------- |
| 1990                        | Ivan Lendl     | Tim Mayotte   | 6:3, 6:0      |
| 1987–1989: keine Austragung |                |               |               |
| 1986                        | Joakim Nyström | Milan Šrejber | 6:1, 6:4      |
| 1985                        | Kevin Curren   | Anders Järryd | 7:6, 6:3      |

### Doppel
| Jahr                        | Sieger                             | Finalisten                        | Finalergebnis |
| --------------------------- | ---------------------------------- | --------------------------------- | ------------- |
| 1990                        | Patrick Galbraith David Macpherson | Neil Broad Kevin Curren           | 2:6, 6:4, 6:3 |
| 1987–1989: keine Austragung |                                    |                                   |               |
| 1986                        | Wojciech Fibak Joakim Nyström      | Christo Steyn Danie Visser        | 6:3, 7:6      |
| 1985                        | Peter Fleming Anders Järryd        | Glenn Layendecker Glenn Michibata | 7:6, 6:2      |